# Колласъярви (озеро, Карелия, южное)
Ко́лласъя́рви (фин. Kollasjärvi) — озеро на территории Лоймольского сельского поселения Суоярвского района Республики Карелия.

## Общие сведения
Площадь озера — 0,8 км². Располагается на высоте 137,4 метров над уровнем моря.
Форма озера лопастная. Берега озера сильно изрезаны, заболочены, образуют несколько небольших заливов. В южной части озера расположены два небольших безымянных острова.
С северной стороны в озеро втекает ручей Лотооя (фин. Loto-oja). С северо-восточной стороны вытекает ручей Колласъярвеноя (фин. Kollasjärvenoja), соединяющий озеро с рекой Колласйоки.
Автомобильный подъезд к озеру отсутствует. Ближайшие к озеру населённые пункты: Пийтсиёки (17 км к северу), Лоймола (21 км к северо-западу) и Колатсельга (22,5 км к югу).
Код водного объекта в государственном водном реестре — 01040300211102000014077.